# Paranoide Persönlichkeitsstörung
Die paranoide Persönlichkeitsstörung (englisch Paranoid Personality Disorder, PPD) ist gekennzeichnet durch besondere Empfindlichkeit gegenüber Zurückweisung, Nachtragen von Kränkungen und ein übertriebenes Misstrauen. Es besteht die Neigung, Erlebtes ständig in Richtung auf feindselige Tendenzen gegenüber der eigenen Person zu deuten. Neutrale Handlungen und Kritik anderer werden als feindlich, herabsetzend oder verächtlich machend empfunden.
In manchen Fällen kann ein Eifersuchtswahn auftreten: Dann wird starrsinnig und streitsüchtig auf unberechtigten Verdächtigungen hinsichtlich der sexuellen Treue von Partnern bestanden. Oft sammeln die Betroffenen dann oberflächliche „Beweise“ zur Untermauerung ihrer eifersüchtigen Vermutungen. Menschen mit einer paranoiden Persönlichkeitsstörung (PS) können aber auch zu überhöhtem Selbstwertgefühl und übertriebener Selbstbezogenheit neigen.
Im DSM-5 gehört diese PS zusammen mit der schizoiden und der schizotypischen Persönlichkeitsstörung zum Cluster A der schizophrenienahen Persönlichkeitsstörungen. Der Begriff paranoid wird auch im Zusammenhang mit der paranoiden Schizophrenie und der Paranoia benutzt. Es handelt sich in allen drei Fällen aber um verschiedene psychische Störungen, die in der ICD-10 getrennt voneinander klassifiziert sind.

## Beschreibung
Hauptmerkmal der paranoiden Persönlichkeitsstörung ist die Neigung, neutrale oder freundliche Handlungen anderer als feindselig zu interpretieren. Dies erfolgt aus einem Misstrauen heraus, welches dann in der entsprechenden Fehlinterpretation seine Bestätigung findet (siehe auch Zirkelschluss). Manchmal geht die paranoide Persönlichkeitsstörung mit erhöhter Wachsamkeit einher. Ihr Misstrauen kann sich entweder durch offene Streitbarkeit oder durch stille Reserviertheit mit aggressivem Klagen äußern.
Es besteht eine Tendenz zu übermäßiger Empfindlichkeit und Kränkbarkeit, was häufig Rechthaberei und Streitsucht zur Folge hat. Betroffene sind oftmals sehr verschlossen, weil sie befürchten, dass preisgegebene Informationen gegen sie verwendet würden. Sie haben häufig das Gefühl, hintergangen oder ausgenutzt zu werden. Auch nahestehende Personen oder Familienangehörige werden verdächtigt und deren Treue immer wieder in Frage gestellt.
Menschen mit paranoider Persönlichkeitsstruktur können andererseits zu überhöhtem Selbstwertgefühl und übertriebener Selbstbezogenheit neigen. Aus tiefenpsychologischer Sicht besteht bei Personen mit paranoider Persönlichkeitsstörung die Tendenz, eigene Aggressionen den Mitmenschen zuzuschreiben und dann dort als Feindseligkeit wahrzunehmen und zu bekämpfen (Projektion).
Von ihren Mitmenschen werden Betroffene oft als scharfsinnige Beobachter beschrieben. Da sie jedoch häufig Personen ihrer Umgebung anklagen, führen sie dadurch selbst herbei, was sie besonders befürchten, und werden oftmals ausgegrenzt. Wegen ihrer geringen Vertrauensbereitschaft und wegen ihres kompromisslosen Vorgehens haben paranoide Persönlichkeiten zunehmende Schwierigkeiten, tiefgehende zwischenmenschliche Beziehungen aufzubauen.
Es wird von einer Häufigkeit von 0,5 bis 2,5 Prozent Betroffenen in der Gesamtbevölkerung ausgegangen.

## Entwicklung
Diese Störung geht fast immer mit schwerwiegenden persönlichen und sozialen Beeinträchtigungen einher. Oft fällt sie schon in der Kindheit und Jugend auf und besteht im Erwachsenenalter fort. Als Ursachen werden Vererbungsfaktoren vermutet, da es Hinweise auf eine Häufung dieser Persönlichkeitsstörung bei Verwandten von Menschen mit Schizophrenie und von Personen mit einer wahnhaften Störung vom Typ mit Verfolgungswahn gibt. Vor allem aber soll ein ungünstiges soziales Milieu in der Kindheit und Jugend zu einer Persönlichkeitsentwicklung mit paranoiden Tendenzen führen können.

## Begleiterkrankungen
Mehr als drei Viertel der Menschen mit einer paranoiden Persönlichkeitsstörung haben weitere psychische Störungen (Komorbidität). Die höchsten Zusatzdiagnosen lassen sich mit der schizotypischen Persönlichkeitsstörung finden. Weitere häufige Komorbiditäten sind die narzisstische Persönlichkeitsstörung, die selbstunsichere Persönlichkeitsstörung, die Borderline-Persönlichkeitsstörung und die passiv-aggressive Persönlichkeitsstörung. Es bleibt aber anzumerken, dass es wenig Forschungsarbeiten zu diesem Thema gibt, vor allem keine belastbaren empirischen Untersuchungen.

## Diagnostik

### Nach ICD-10
Mindestens vier der folgenden Eigenschaften oder Verhaltensweisen müssen laut ICD-10 vorliegen:
1. Übertriebene Empfindlichkeit gegenüber Zurückweisung und Rückschlägen;
2. Neigung, dauerhaft Groll zu hegen; subjektiv erlebte Beleidigungen, Verletzungen oder Missachtungen werden nicht vergeben;
3. Misstrauen und eine anhaltende Tendenz, Erlebtes zu verdrehen, indem neutrale oder freundliche Handlungen anderer als feindlich oder verächtlich missgedeutet werden;
4. Streitbarkeit und beharrliches, situationsunangemessenes Bestehen auf eigenen Rechten;
5. häufiges ungerechtfertigtes Misstrauen hinsichtlich der sexuellen Treue des Ehe- oder Sexualpartners;
6. ständige Selbstbezogenheit, besonders in Verbindung mit stark überhöhtem Selbstwertgefühl;
7. häufige Beschäftigung mit unbegründeten Gedanken an Verschwörungen als Erklärungen für Ereignisse in der näheren oder weiteren Umgebung.

### Nach DSM-5
Laut DSM-5 handelt es sich um tiefgreifendes Misstrauen und Argwohn gegenüber anderen, so dass deren Motive als böswillig ausgelegt werden. Der Beginn liegt im frühen Erwachsenenalter und das Muster zeigt sich in verschiedenen Situationen. Mindestens vier der folgenden Kriterien müssen erfüllt sein:
1. verdächtigt andere ohne hinreichenden Grund, von ihnen ausgenutzt, geschädigt oder getäuscht zu werden;
2. ist stark eingenommen von ungerechtfertigten Zweifeln an der Loyalität und Vertrauenswürdigkeit von Freunden oder Partnern;
3. vertraut sich nur zögernd anderen Menschen an aus ungerechtfertigter Angst, die Informationen könnten in böswilliger Weise gegen ihn/sie verwendet werden;
4. liest in harmlose Bemerkungen oder Vorkommnisse eine versteckte, abwertende oder bedrohliche Bedeutung hinein;
5. ist lange nachtragend (d. h. verzeiht vermeintliche Kränkungen, Verletzungen oder Herabsetzungen nicht);
6. nimmt Angriffe auf die eigene Person oder das Ansehen wahr, die anderen nicht so vorkommen, und reagiert schnell und zornig oder startet einen Gegenangriff;
7. verdächtigt wiederholt ohne jede Berechtigung den Ehe- oder Sexualpartner der Untreue.

Tritt nicht ausschließlich im Verlauf einer Schizophrenie, einer bipolaren Störung oder depressiven Störung mit psychotischen Merkmalen oder einer anderen psychotischen Störung auf und ist nicht Folge der physiologischen Wirkung eines medizinischen Krankheitsfaktors. Wenn die Kriterien vor dem Auftreten einer Schizophrenie erfüllt waren, ist „prämorbid“ hinzuzufügen. Beispiel: „Paranoide Persönlichkeitsstörung (Prämorbid)“.

## Differentialdiagnosen
- Wahnhafte Störung mit Verfolgungswahn
- Alkoholischer Eifersuchtswahn
- Demenzielle Abbauprozesse
- Narzisstische Persönlichkeitsstörung[3]

## Therapie
Bei der paranoiden Persönlichkeitsstörung ist eine stabile therapeutische Beziehung sehr wichtig, für die anfänglich das Misstrauen des Patienten abgebaut werden muss. Hierfür sind oftmals Entspannungsverfahren zielführend.

Das Therapieziel ist somit der Abbau des Misstrauens und der gleichzeitige Aufbau sozialer Kompetenzen.

Atypische Antipsychotika können in Erwägung gezogen werden. Unter anderem kann bei fanatisch-querulatorischen Verläufen auch eine Therapie mit Carbamazepin oder Lithium versucht werden.